# Họ Trâm bầu
Họ Trâm bầu hay họ Bàng (danh pháp khoa học: Combretaceae), là một họ thực vật có hoa. Họ này bao gồm khoảng 600 loài cây thân gỗ, cây bụi và dây leo phân bố trong 10-20 chi, tùy theo phân loại. Họ này bao gồm một số loài cây như trâm bầu (Combretum quadrangulare).
Ba chi Conocarpus, Laguncularia và Lumnitzera sinh sống trong các rừng ngập mặn. Họ Combretaceae phân bố rộng ở khu vực nhiệt đới và cận nhiệt đới. Một số loài trong họ này là các loại cây lấy gỗ tốt trong xây dựng, bao gồm chò xanh (Terminalia myriocarpa).

## Phân loại
Về giới hạn các chi, đặc biệt là với Combretum, xem Stace (2007), trong khi Maurin et al. (2010) gợi ý rằng các giới hạn của chi Terminalia, như phân loại đề cập dưới đây là cận ngành, cần được mở rộng; các giá trị hỗ trợ cho sự thay đổi này trong bất kỳ trường hợp nào là rất cao.
Phân loại hiện tại chia họ này ra như sau:
- Phân họ Strephonematoideae Engler & Diels, 1899
  - Strephonema Hook. f.
- Phân họ Combretoideae Beilschm., 1833
  - Tông Laguncularieae Engler & Diels, 1899
    - Dansiea Byrnes
    - Laguncularia C. F. Gaertn.
    - Lumnitzera Willd. (bao gồm cả Bruguiera, Funckia, Pokornya, Problastes, Pyrrhanthus): Cốc.
    - Macropteranthes F. Muell.

  - Tông Combreteae DC., 1828
    - Phân tông Terminaliinae J.Presl, 1846: Chi Terminalia nghĩa hẹp không được hỗ trợ như là một nhóm đơn ngành và người ta nhận dạng được 2 nhóm trong đó, một nhóm chứa các loài chủ yếu là ở châu Phi còn nhóm kia thì chủ yếu là các loài ở châu Á. Các chi Pteleopsis, Buchenavia và Anogeissus dường như lồng sâu trong Terminalia, và có gợi ý cho rằng tất cả các chi của Terminaliinae, trừ Conocarpus, nên gộp vào trong chi Terminalia được mở rộng.[7][8]
      - Anogeissus (DC.) Wall. ex Guill. & Perr. (bao gồm cả Finetia), từ năm 2017 gộp trong Terminalia:[8] Chò nhai, ram.
      - Buchenavia Eichler (bao gồm cả Pamea), từ năm 2017 gộp trong Terminalia.[8]
      - Bucida L. (bao gồm cả Buceras), hiện tại gộp trong Terminalia.[8]
      - Conocarpus L. (bao gồm cả Rudbeckia).
      - Pteleopsis Engl., từ năm 2017 gộp trong Terminalia.[8]
      - Terminalia L. (bao gồm cả Badamia, Catappa, Chicharronia, Chuncoa, Fatrea, Gimbernatea, Hudsonia, Kniphofia, Myrobalanifera, Myrobalanus, Pentaptera, Ramatuela, Ramatuella, Resinaria, Tanibouca, Vicentia): Bàng, chò xanh, choại, chiêu liêu, tạc.
      - Terminaliopsis Danguy, hiện tại gộp trong Terminalia.[8]

    - Phân tông Combretinae J.Presl, 1846: Việc gộp nhóm trong Combretinae là phù hợp với các kết quả gần đây dựa trên dữ liệu hình thái học. Nhánh tạo bởi 2 chi đơn loài Guiera và Calycopteris là chị em với phần còn lại của phân tông này.
      - Getonia Roxb. (bao gồm cả Calycopteris): Dây cánh sao, chưng cheo.
      - Guiera Adans. ex Juss.
      - Combretum Loefl. (bao gồm cả Aetia, Bureava, Cacoucia, Calopyxis, Campylochiton, Campylogyne, Chrysostachys, Cristaria, Embryogonia, Forsgardia, Gonocarpus, Grislea, Hambergera, Kleinia, Physopodium, Poivrea, Schousboea, Seguiera, Sheadendron, Sphalanthus, Udani): Trâm bầu, chưn bầu. Combretum hiện tại được phân chia thành 3 phân chi: Apethalanthum, Cacoucia và Combretum. Hai phân chi cuối là đơn ngành nếu chi Quisqualis được gộp trong phân chi Cacoucia trong khi phân chi Combretum là chị em với chi Meiostemon. Vì thế tốt nhất thì phân chi Combretum nên được mở rộng để gộp cả Meiostemon còn phân chi Cacoucia thì gộp cả Quisqualis.
      - Meiostemon  Exell & Stace (có lẽ là đồng nghĩa của Combretum).[6][7]
      - Quisqualis  L. (có lẽ là đồng nghĩa của Combretum):[6][7] Sử quân tử, dây giun.
      - Thiloa  Eichler (có lẽ là đồng nghĩa của Combretum).[6][7]

## Phát sinh chủng loài
Chi Strephonema có thể là chị-em với phần còn lại của họ. Hai chi Lumnitzera và Laguncularia đều là thực vật rừng ngập mặn, là các đơn vị phân loại chị-em, nhưng Conocarpus, cũng được tìm thấy trong các môi trường sống tương tự, lại không có quan hệ họ hàng gần trực tiếp. Quả thực, M. Sun et al. (2016) cho rằng Conocarpus là chị em với phần còn lại của họ, mặc dù các mối quan hệ khác là như đề cập trên đây. Maurin et al. (2010) đưa ra các chi tiết cụ thể về các mối quan hệ trong phạm vi họ này, đặc biệt là trong các chi lớn như Terminalia và Combretum.